# Zehn beste Schüler von Bashō
Zehn beste Schüler von Bashō (japanisch 蕉門十哲, Shōmon jittetsu) ist eine Liste der zehn besten Schüler des Haiku-Dichters Matsuo Bashō.

## Übersicht
„Shomon jittetsu“ ist ein Begriff, der sich auf die 10 herausragendsten Schüler von Matsuo Bashō bezieht. Er soll sich von den „Kōmon jittetsu“ (孔門十哲), den „Zehn Schülern des Konfuzius“ ableiten. „Tetsu“ bedeutet hier einer Person, die den Grund der Dinge versteht und urteilsfähig ist.
Im Allgemeinen sind die folgenden 10 Personen gemeint, die Yosa Buson in „Zoku Haika Kijindan“ (続俳家奇人談) aus dem Jahr 1832 aufstellte, mit Beiträgen von Takenouchi Gengenichi (竹内 玄々一; 1742–1804) und anderen. Dort werden Kikaku, Arashisetsu, Kyōrai und Jogusa als zehn Philosophien in Büchern aus der Edo-Zeit aufgeführt. Auch Kyoroku und Sampū werden oft erwähnt.

## Die Zehn Schüler
- Takarai Kikaku (1661–1707). Er war der beste Schüler Bashōs. Er eröffnete das Sprechtheater „Edo-za“ (江戸座).
- Hattori Ransetsu (服部 嵐雪; 1654–1707), zusammen mit Takarai Kikaku war er einer der beiden besten Schüler Bashōs.
- Mukai Kyorai (向井 去来; 1651–1704). Er besaß die Villa „Rakushisha“ (落柿舎) im Ortsteil Sagano (嵯峨野) von Kyōto und wurde von Bashō zusammen mit Nozawa Bonchō (野沢 凡兆; 1640–1714) als Herausgeber für seine Haiku-Sammlung „Sarumino“ (猿蓑) – „Das Affenmäntelchen“ ausgewählt.
- Naitō Jōsō (1662–1704). Er rezitierte tausendmal die Lotos-Sutra, um  Bashōs Tod zu betrauern.
- Morikawa Kyoriku (森川 許六; 1656–1715). Er wurde in seinen späteren Jahren Schüler. Er war ein Meister der Malerei und brachte Bashō das Malen bei.
- Sugiyama Sampū (1647–1732). Sein richtiger Name war Sugiyama Ichibei (杉山 市兵衛). Er war ein wichtiger Schüler Bashōs und dessen finanzieller Unterstützer. Er besaß in der Nähe von Bashōs Einsiedelei im Ortsteil Fukagawa (深川) von Edo eine Einsiedelei namens „Saida-an“ (採荼庵).
- Kagami Shikō (1665–1731). Verfasser der neunbändigen Haibunsammlung Honchō bunkan (本朝文鑑).
- Tachibana Hokushi (立花 北枝; ?–1718). Er traf Bashō auf dem Weg in den Norden Japans auf dem „Oku no Hosomichi“ und fing an, Haiku zu studieren.
- Shida Yaba (志太 野坡; 1662–1740). Er verfasste Bashōs Testament.
- Ochi Etsujin (1656–um 1736). Er begleitete Bashō 1688 bis 1689 auf der Reise, zu der es den Bericht „Sarashina Kikō“ (更科紀行) gibt.